# Fred Holland Day
Fred Holland Day, znany jako F. Holland Day (ur. 8 lipca 1864, zm. 12 listopada 1933) – amerykański fotograf.
Rywalizował z innym znanym fotografikiem Alfredem Stieglitzem.

## Wybrane fotografie

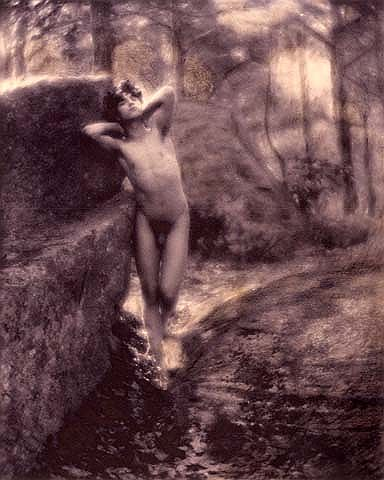
Męski akt
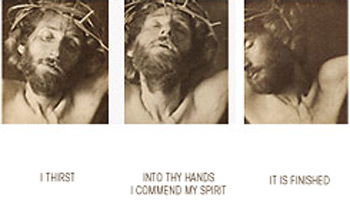
Siedem ostatnich słów Chrystusa - autoportret (detal)
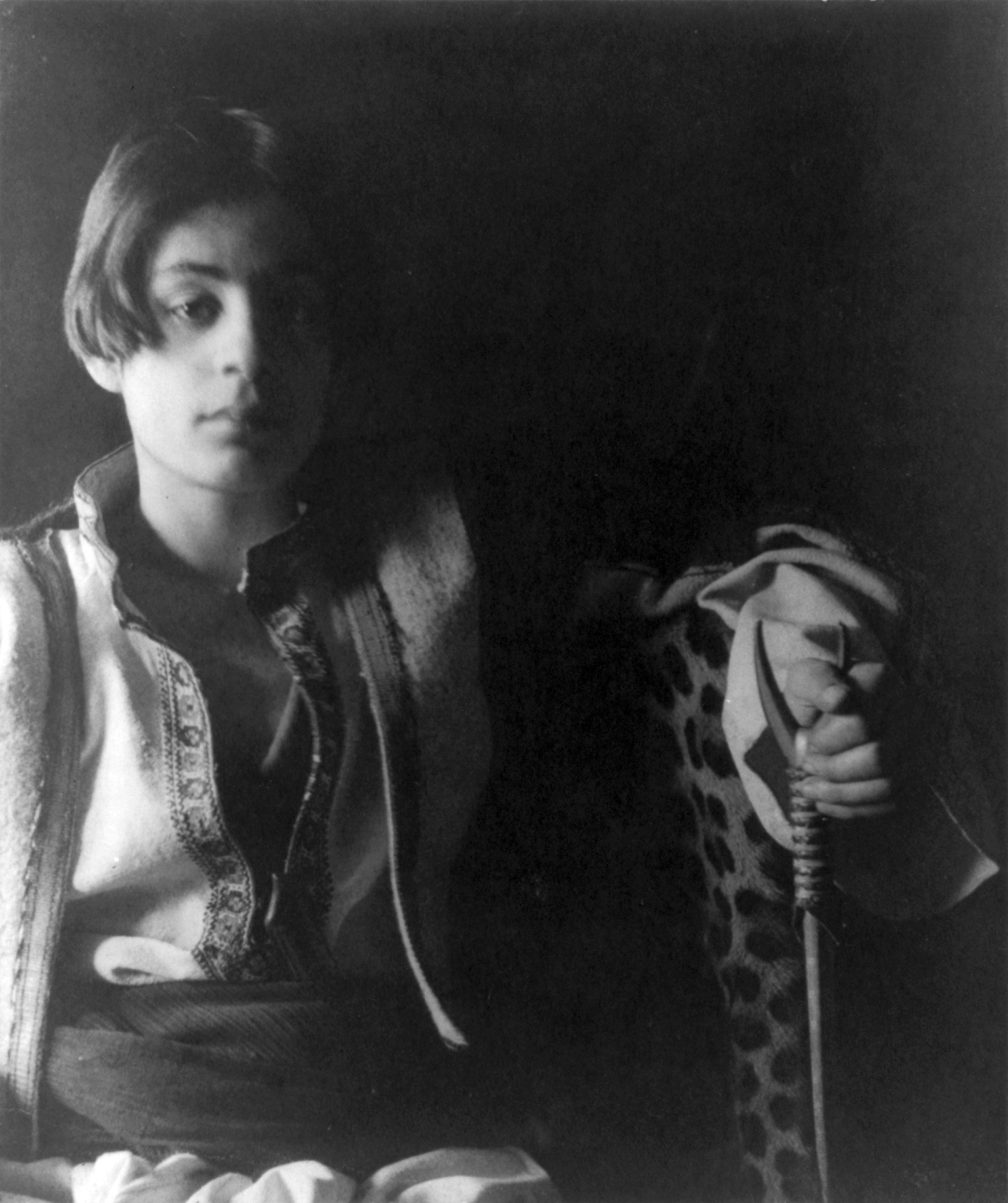
Khalil Gibran